# Jack Harrer
Jack Harrer (Bratislava, 11 aprile 1990) è un attore pornografico ceco.

## Biografia

### Carriera
Ha iniziato la sua carriera nell'industria del porno nel 2010 all'età di 20 anni con la BelAmi.

## Premi e nomination
| Anno | Premio      | Categoria                  | Film | Risultato |
| ---- | ----------- | -------------------------- | ---- | --------- |
| 2018 | GayVN       | Miglior Pene (Fan Award)   | –    | Nomina    |
| 2018 | GayVN       | Miglior Twink (Fan Award)  | –    | Nomina    |
| 2018 | GayVN       | Attore dell'anno           | –    | Nomina    |
| 2018 | XBIZ Awards | Attore Porno Gay dell'anno | –    | Nomina    |